# Zeacolpus vittatus
Zeacolpus vittatus är en snäckart som först beskrevs av Hutton 1873.  Zeacolpus vittatus ingår i släktet Zeacolpus och familjen tornsnäckor. Inga underarter finns listade i Catalogue of Life.